# Zhaxigang
Zhaxigang (chinesisch 扎西岗乡, Pinyin Zhāxīgǎng Xiāng) ist eine Gemeinde im Kreis Gar des Regierungsbezirks Ngari im Autonomen Gebiet Tibet der Volksrepublik China. Zhaxigang hat eine Fläche von 3.588 km² und im Jahr 2010 bei der Volkszählung 861 Einwohner (Bevölkerungsdichte 0,2 Einw./km²), ausschließlich Tibeter. Sitz der Gemeinderegierung ist das Dorf Zhaxigang.

## Wirtschaft
Zhaxigang lebt von der Landwirtschaft, vor allem dem Anbau von Hochlandgerste (Qingke), Weizen und Raps. Hinzu kommt eine extensive Viehwirtschaft mit Yaks, Schafen und Ziegen. In geringem Umfang wird das Schwarze Moschustier zur Gewinnung von Moschus gejagt und der Chinesische Raupenpilz gesammelt.

## Administrative Gliederung
Zhaxigang setzt sich aus drei Dörfern zusammen. Diese sind:
- Dorf Zhaxigang (扎西岗村), Sitz der Gemeinderegierung;
- Dorf Langmar (鲁玛村);
- Dorf Dêmqog (典角村).